# Charles Churchill
Charles Churchill (Westminster, 1731 – Boulogne-sur-Mer, 1764) è stato uno scrittore britannico.
Scrittore satirico, raggiunse la notorietà nel 1761 con The Rosciad, per poi scrivere nel 1763 The prophecy of famine. Fu imitatore di Alexander Pope e John Dryden e a sua volta fu imitato da Thomas Chatterton.